# 东北区 (华盛顿哥伦比亚特区)

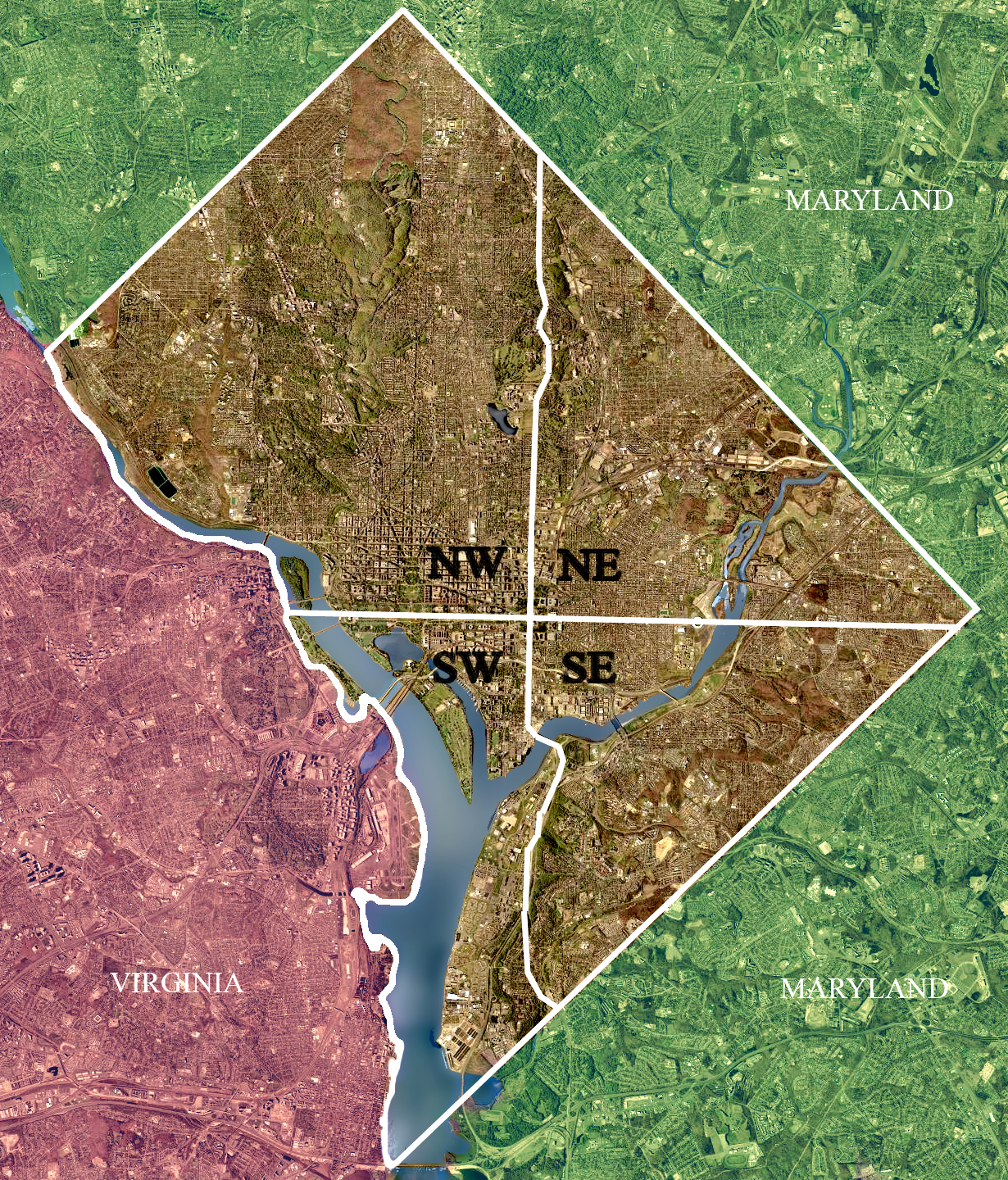

东北区（英語：Northeast）是美国首都华盛顿哥伦比亚特区的东北象限，包括东国会街（East Capitol Street）以北，北国会街（North Capitol Street）以东的区域。
东北区包括以下社区：
- 阿特拉斯区（Atlas District，H街走廊）
- 布伦特伍德（Brentwood）
- 布鲁克兰（Brookland）
- Deanwood
- Eckington
- 埃奇伍德（Edgewood）
- 林肯堡（Fort Lincoln）
- 托滕堡（Fort Totten）
- 常春藤城（Ivy City）
- 凯尼尔沃思（Kenilworth）
- 金曼公园（Kingman Park）
- 马歇尔高地（Marshall Heights）
- 密歇根公园（Michigan Park）
- 近东北（Near Northeast）
- 普莱森特希尔（Pleasant Hill）
- 里格斯公园（Riggs Park）
- 斯坦顿公园（Stanton Park）
- 特立尼达（Trinidad）
- 伍德里奇（Woodridge）

国会山的一部分位于东北区。东北区的人口以黑人为主，尤其是在安那考斯迪亚河以东。

## 地标
在东北区有私立高立德大學、美国天主教大学和圣三华盛顿大学（Trinity Washington University），两个天主教机构使布鲁克兰社区获得“小罗马”或“小梵蒂冈”的绰号。此外还有圣母无玷始胎国家朝圣地圣殿、圣若望保禄二世国家朝圣地（Saint John Paul II National Shrine）、圣墓山方济各会修道院，以及美国天主教主教会议的总部。
东北区有两个大型公园位于安那考斯迪亚河下：美国国家植物园和凯尼尔沃思花园（Kenilworth Aquatic Gardens）。美国传统基金会和《华盛顿时报》总部也位于东北区。